# Romuald Niementowski
Romuald Niementowski (ur. 12 listopada 1889 w Monasterzyskach, zm. 25 listopada 1957 w Dartford) – pułkownik kawalerii Wojska Polskiego, działacz niepodległościowy, kawaler Orderu Virtuti Militari.

## Życiorys
Urodził się 12 listopada 1889 w Monasterzyskach, w ówczesnym powiecie buczackim Królestwa Galicji i Lodomerii jako syn Władysława Romualda h. Pobóg (ur. 1851) i Idy z Nahlików. Miał brata Bolesława (ur. 1895), żołnierza Legionów Polskich, odznaczonego Krzyżem Niepodległości i pięć sióstr: Marię, Idę, Karolinę, Ewelinę i Jadwigę. Do szkoły powszechnej i średniej uczęszczał we Lwowie. 30 czerwca 1910 zakończył naukę w klasie siódmej c. k. II Szkole Realnej ze zdanym egzamin dojrzałości. Następnie rozpoczął studia górnicze w c. k. Szkole Politechnicznej we Lwowie. W 1913 przeniósł się do Akademii Górniczej w Leoben, gdzie został czynnym członkiem Polskich Drużyn Strzeleckich.
W sierpniu 1914 w Krakowie dołączył do oddziału konnego lwowskiego Sokoła pod dowództwem Marcelego Śniadowskiego, z którym w Kielcach dołączył do oddziału jazdy Władysława Beliny-Prażmowskiego. Od 9 listopada do 1 grudnia 1914 był zastępcą dowódcy plutonu, a później dowodził II i IV plutonem w I dywizjonie jazdy. Służył następnie w 4 szwadronie I dywizjonu jazdy i 1  pułku ułanów Legionów Polskich. 1 listopada 1916 został mianowany podporucznikiem w kawalerii. Od 3 lutego do 4 kwietnia 1917 w Ostrołęce był wykładowcą nauki o broni, organizacji armii i stylistyki wojskowej na kawaleryjskim kursie podoficerskim. Po kryzysie przysięgowym (lipiec 1917) został wcielony do austriackiego 8 pułku ułanów. W marcu 1918 zdezerterował i ukrywał się na terytorium Królestwa Polskiego.
W listopadzie 1918 w Kraśniku wziął udział w rozbrajaniu oddziałów armii austro-węgierskiej, a następnie w organizacji szwadronu jazdy, który wszedł w skład 7 pułku ułanów jako 4 szwadron. Od 13 grudnia 1918 na czele wspomnianego szwadronu walczył na wojnie z Ukraińcami, a później na wojnie z bolszewikami. 17 grudnia 1918 został przyjęty do Wojska Polskiego z zatwierdzeniem stopnia porucznika nadanego przez generała majora Edwarda Rydza-Śmigłego. 4 grudnia 1919 został mianowany z dniem 1 grudnia rotmistrzem w 7 pułku ułanów. 15 lipca 1920 został zatwierdzony z dniem 1 kwietnia 1920 w stopniu majora, w kawalerii, w grupie oficerów byłych Legionów Polskich.
Od stycznia do maja 1921 dowodził 22 pułkiem ułanów. Z powodu ciężkiej choroby został mu udzielony sześciomiesięczny urlop. Po zakończeniu urlopu na własną prośbę został przeniesiony do 3 pułku szwoleżerów w Suwałkach na stanowisko zastępcy dowódcy pułku (do 1924 zastępca dowódcy pułku  był jednocześnie dowódcą I dywizjonu). 3 maja 1922 został zweryfikowany w stopniu majora ze starszeństwem od 1 czerwca 1919 i 78. lokatą w korpusie oficerów jazdy (od 1924 – kawalerii). 12 kwietnia 1927 prezydent RP nadał mu stopień podpułkownika z dniem 1 stycznia 1927 i 8. lokatą w korpusie oficerów kawalerii. W styczniu 1928 został przeniesiony do 2 pułku strzelców konnych w Hrubieszowie na stanowisko dowódcy pułku. Z dniem 6 marca 1928 został przeniesiony służbowo na trzyipółmiesięczny kurs oficerów sztabowych kawalerii w Obozie Szkolnym Kawalerii w Grudziądzu. 10 listopada 1930 prezydent RP nadał mu stopień pułkownika ze starszeństwem z 1 stycznia 1931 i 3. lokatą w korpusie kawalerii. Pułkiem dowodził do 22 sierpnia 1939.
29 sierpnia 1939 został mianowany II zastępcą komendanta głównego Straży Granicznej. 3 września Komenda Główna SG stała się Dowództwem Obrony Warszawy. 7 września wyjechał do Rawy Ruskiej celem objęcia dowództwa Ośrodka Zapasowego Straży Granicznej. Pod koniec września przekroczył granicę rumuńską, po internowaniu przedostał się na Bliski Wschód. Po zakończeniu wojny pozostał na emigracji. Zmarł 25 listopada 1957 w Dartford.
Był żonaty, miał dwóch synów: Janusza (ur. 1921) i Jerzego (ur. 1930).

## Ordery i odznaczenia
- Krzyż Srebrny Orderu Virtuti Militari nr 5407 – 17 maja 1922[37][1][38][39]
- Krzyż Niepodległości – 12 maja 1931 „za pracę w dziele odzyskania niepodległości”[40][41][42][43]
- Krzyż Oficerski Orderu Odrodzenia Polski – 10 listopada 1938 „za zasługi w służbie wojskowej”[44][45]
- Krzyż Walecznych trzykrotnie[1][46][47]
- Złoty Krzyż Zasługi[1][46][48][49]
- Medal Pamiątkowy za Wojnę 1918–1921[1]
- Medal Dziesięciolecia Odzyskanej Niepodległości[1]
- Odznaka „Za wierną służbę” – 6 sierpnia 1914[1]